# Пит-биф

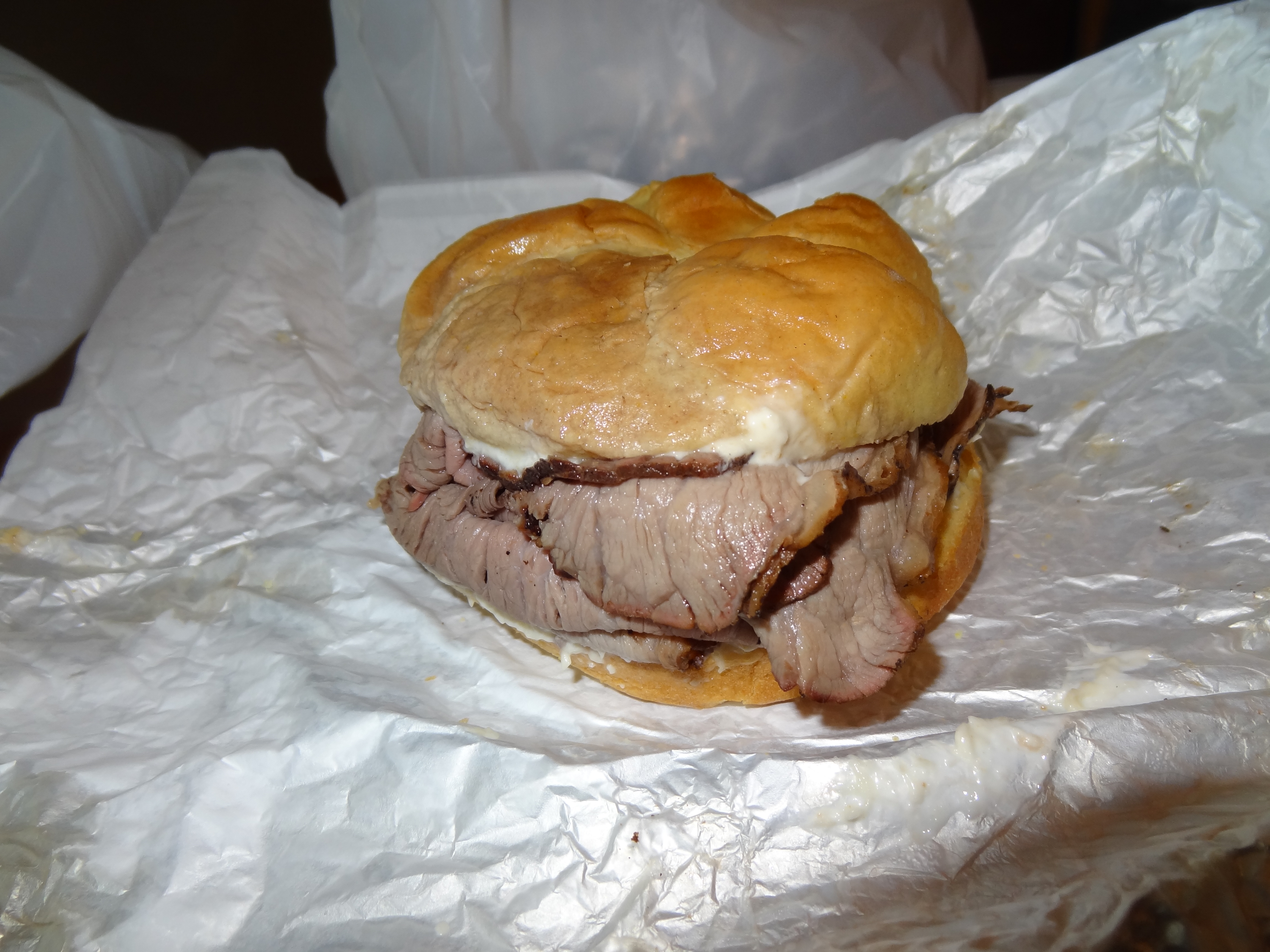
Сэндвич пит-биф с тигровым соусом

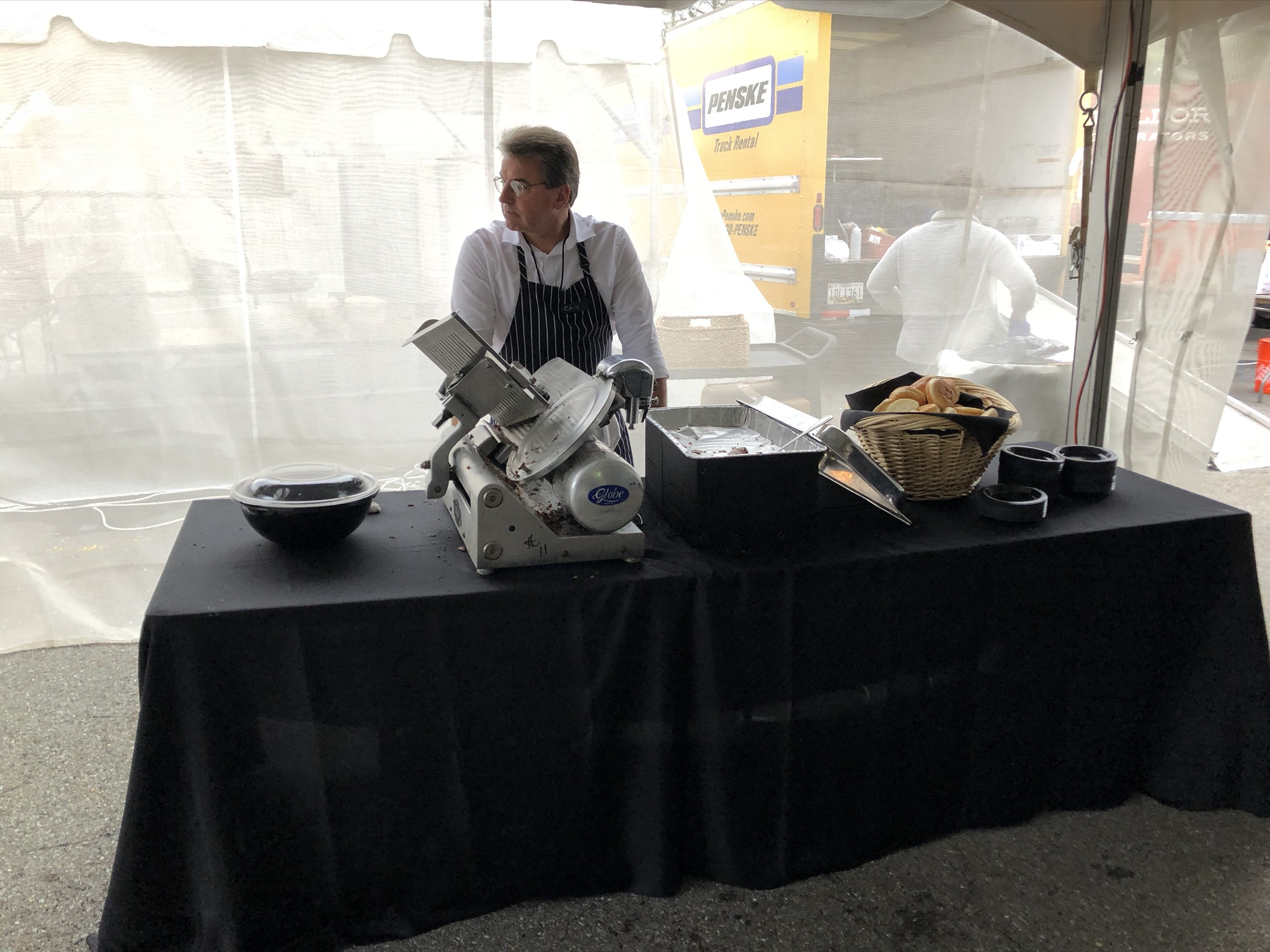
Станция для приготовления пит-бифов

Пит-биф (англ. Pit beef) — американский сэндвич с ростбифом, обычно из говяжьей вырезки топ-раунд, приготовленный на углях. Готовое мясо нарезается тонкими ломтиками и часто подается на булочке Кайзерке, может быть полито хреном или тигровым соусом (хрен и майонез) с нарезанным сырым луком. В отличие от барбекю, мясо готовится быстро при высоких температурах, подается с кровью и имеет легкий привкус дымка. Пит-биф исторически продавался в придорожных лавках.
Это блюдо является местным специалитетом в районе Балтимора, штат Мэриленд. Происхождение специфического названия «pit beef» относится к 1970-м годам на восточной стороне Балтимора, вдоль шоссе Пуласки, и стало популярным в 1980-х годах.
Пит-биф получил национальную известность благодаря сериалу HBO «Прослушка», действие которого происходит в Балтиморе.
Кроме того, он сыграл важную роль в сюжетной линии фильма Джона Уотера «Пекер» 1998 года, действие которого происходило в Балтиморе.
Хотя пит-биф ассоциируется с рабочими кварталами вокруг верфи Bethlehem Sparrows Point, он во многом обязан немецкой и еврейской кулинарной культуре Балтимора. Булочка Кайзера была популярна среди большого числа немецких иммигрантов в городе, а тигровый соус был впервые произведен компанией Tulkoff Foods, производителем кошерного хрена. Тигровый соус назван в честь сына основателя, 802-го батальона истребителей танков Сола Тулкоффа во время Второй мировой войны.
Известным поставщиком сэндвичей пит-биф является Chaps Pit Beef, хотя известно, что его можно купить и в местных магазинах Балтимора.